# Konvertibilna mark
Konvertibilna mark (Valutakoden er KM eller BAM) er Bosnien-Hercegovinas officielle møntfod.
Den blev indført i 1998 og var på daværende tidspunkt låst til den tyske mark i forholdet 1:1. 
Med euroens indførelse 1. januar 2002 blev KM i stedet låst hertil med en vekselkurs på 1 euro for 1,95583 KM.
| Artikelstump | Spire Denne artikel om penge eller valuta er en spire som bør udbygges. Du er velkommen til at hjælpe Wikipedia ved at udvide den. |